# Oméga

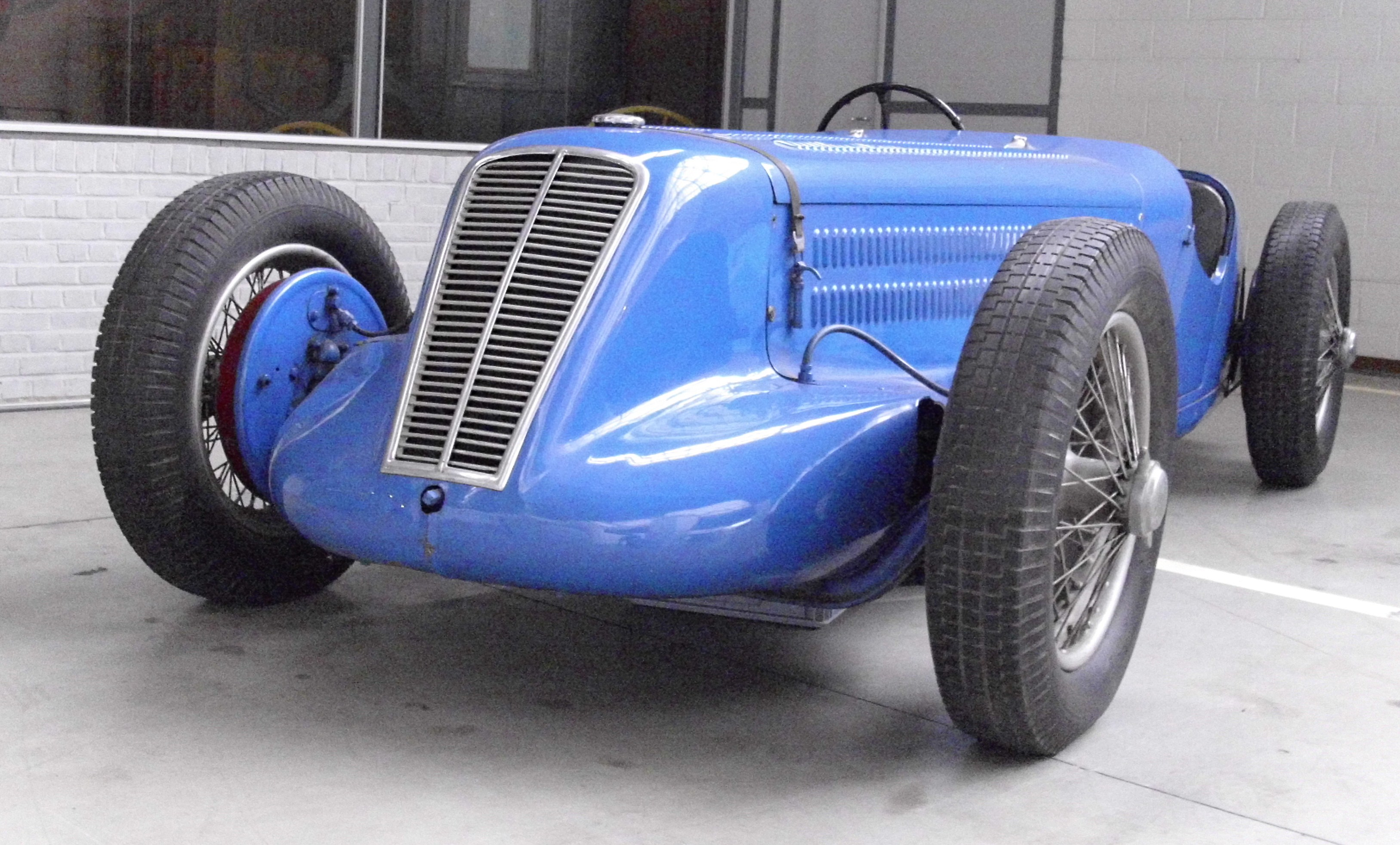
Oméga von 1929

Oméga von 1929

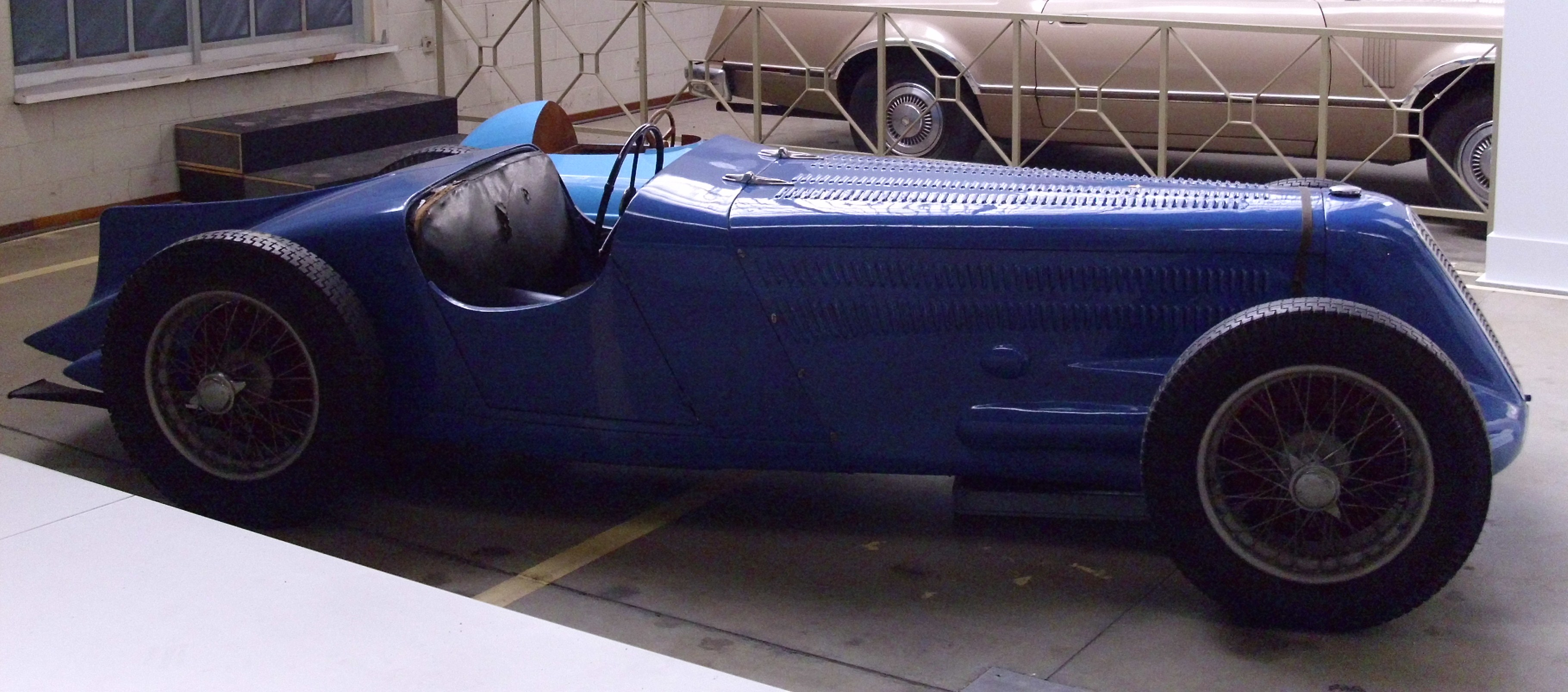
Oméga von 1929

Automobiles Oméga-Six war ein französischer Hersteller von Automobilen.

## Unternehmensgeschichte
Jules Daubeck gründete 1922 das Unternehmen in Pantin zur Produktion von Automobilen. Der Markenname lautete Oméga. Konstrukteur war Gadoux, der zuvor bei der Société Française Hispano-Suiza tätig war. Jährlich entstanden bis zu 50 Fahrzeuge. 1925 erfolgte der Umzug in größere Räumlichkeiten in die Rue de Silly in Boulogne-Billancourt. 1928 trat der Pariser Geschäftsmann Boyriven als Teilhaber in das Unternehmen ein. Das Ende des Unternehmens bereitete 1930 die Weltwirtschaftskrise: Die zur Oberklasse zu rechnenden Autos waren schon immer recht teuer gewesen, ein Versuch 1927, die Preise trotz Inflation zu senken, war nicht von Erfolg gekrönt. 1930 war in Frankreich für derart teure Autos kein Markt mehr.

## Fahrzeuge
Im Angebot standen fast ausschließlich Modelle mit Sechszylindermotoren, daher hießen diese Modelle Six.
- 11 CV: Das Auto wurde auf dem Pariser Autosalon 1922 vorgestellt. Es hatte einen Sechszylindermotor mit obenliegender Nockenwelle, aus 65 mm Bohrung und 100 mm Hub errechneten sich 1996 cm³ Hubraum. Die Leistung wird mit 50 PS angegeben, die Höchstgeschwindigkeit mit 120 km/h für offene Karosserien. Zur Wahl standen Radstände von 3046 mm und 3299 mm sowie Karosserieaufbauten Tourenwagen, Limousine und Coupé de Ville. Der Preis für das Fahrgestell (ohne Karosserie) betrug 34.500 französische Franc[5], 1924 war er auf 45.000 Franc gestiegen[6]. 1924 beteiligten sich zwei Omega Six am 24-Stunden-Rennen von Le Mans, fielen aber beide aus. Ebenso erfolglos blieb die Beteiligung von drei Omega Six am Rennen 1925, woraufhin die Firma sich nicht mehr an Rennen beteiligte.
- 12CV: Vorgestellt auf dem Salon 1924, in Serie ab 1925. Bei gleichem Hubraum erhielt der Typ einen Vergaser von Solex, mit dem die Motorleistung auf 55 PS stieg, sowie ein Vierganggetriebe anstelle des bisher verwendeten Dreiganggetriebes. Das Chassis kostete jetzt 60.000 Franc[7] und stieg 1926 auf 62.000 Franc[8], 1927 auf 65.000 Franc und war damit ein relativ teures Auto.
- 14CV: Vorgestellt in drei Stück auf dem Salon 1926, in Serie neben dem 12CV ab 1927. Der Motor hatte wiederum 6 Zylinder, jetzt 75 mm Bohrung und 97 mm Hub ergaben einen Hubraum von 2570 cm³. Das Chassis (ohne Karosserie) kostete 70.000 Franc[9].
- Typ A (11CV): Vorgestellt zum Salon 1927, erhielt der bislang als 12CV bekannte Wagen eine neue Typenbezeichnung und wurde zu niedrigerem Preis verkauft, der  Zweiliter-Sechszylinfder-Motor blieb gleich. Der Radstand betrug jetzt 3250 mm. Der Preis stieg allerdings 1929 bereits wieder auf 80.000 Franc.
- Typ B (14CV): Vorgestellt zum Salon 1927, löste er den bisherigen 14CV nach bereits einem Jahr in der Produktion ab. Der Motor hatte jetzt 2650 cm³ (der Hub war auf 100 mm vergrößert worden) und ein tiefergelegtes Fahrgestell. Mit einem Radstand von 3250 mm kostete er ohne Karosserie 59.000 Franc[10], der Preis stieg allerdings 1929 bereits wieder auf 85.000 Franc.
- Typ C (17CV): Ebenfalls vorgestellt zum Salon 1927, hatte dieses Fahrzeug einen Achtzylinder-Reihenmotor  mit obenliegender Nockenwelle. Aus 70 mm Bohrung und 97 mm Hub errechnet sich der Hubraum von 2986 cm³. Der Radstand betrug 3600 mm. 1929 betrug der Preis 115.000 Franc.
- Typ D (24CV): Der vierte der zum Salon 1927 vorgestellten Typen: Ebenfalls ein Reihen-Achtzylinder,75 mm Bohrung, 110 mm Hub, Hubraum 3888 cm³, Radstand ebenfalls 3600 mm. 1929 betrug der Preis 120.000 Franc.
- Rennwagen 1929: Zum Salon 1929 wurde nochmals ein Rennwagen mit Zweiliter-Sechszylindermotor und auf 2750 mm gekürztem Fahrgestell ausgestellt[11].

Die Typen A, B, C und D wurden bis zum Ende der Firma 1930 gebaut, die Achtzylinder allerdings nur in geringen Stückzahlen.
Ein Fahrzeug dieser Marke ist im Automuseum Autoworld Brussels in Brüssel zu besichtigen.